# Mixed Emotions (band)
Mixed Emotions was een Duits popduo.
Mixed Emotions bestond uit Drafi Deutscher (1946-2006) en Oliver Simon (1957-2013). In het voorjaar van 1987 had het duo een nummer 1-hit in onder meer Nederland met het hun debuutsingle You Want Love (Maria, Maria...).

## Discografie

### Albums
| Album met eventuele hitnotering(en) in de Nederlandse Album Top 100 | Datum van verschijnen | Datum van binnenkomst | Hoogste positie | Aantal weken | Opmerkingen |
| ------------------------------------------------------------------- | --------------------- | --------------------- | --------------- | ------------ | ----------- |
| Deep from the heart                                                 | 1987                  | 13-06-1987            | 17              | 14           |             |

### Singles
| Single met eventuele hitnotering(en) in de Nederlandse Top 40 | Datum van verschijnen | Datum van binnenkomst | Hoogste positie | Aantal weken | Opmerkingen |
| ------------------------------------------------------------- | --------------------- | --------------------- | --------------- | ------------ | ----------- |
| You want love (Maria, Maria)                                  | 1987                  | 02-05-1987            | 1(2wk)          | 14           | Alarmschijf |
| Bring back (Sha na na)                                        | 1987                  | 18-07-1987            | 20              | 5            |             |